# Rak łodyg słonecznika

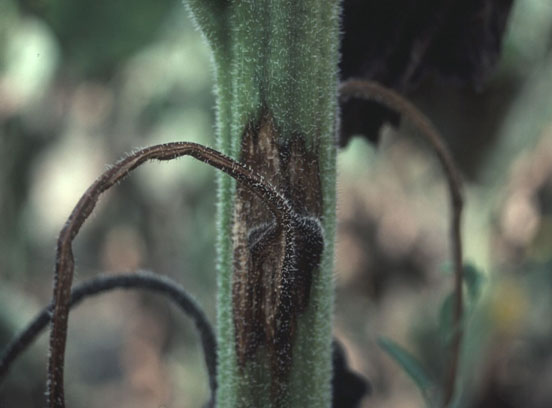
Objawy choroby na łodydze słonecznika

Rak łodyg słonecznika (ang. stem canker of sunflower) – grzybowa choroba słoneczników (Helianthus) wywoływana przez Phomopsis helianthi i inne gatunki z rodzajów Phomopsis i Diaporthe. Jest główną chorobą ograniczającą plony słonecznika (Helianthus annuus) na świecie. 

## Sprawcy choroby i jej rozprzestrzenienie
Choroba została opisana po raz pierwszy w 1980 r. w rejonie Vojvodina w byłej Jugosławii. W latach 80. i 90. chorobę tę odnotowano także W Mołdawii, na Węgrzech, Ukrainie, w Bułgarii i w USA. Za jej sprawcę uznawano tylko P. helianthi. W 2010 r. choroba opanowała 75% powierzchni upraw słonecznika w USA. Wkrótce wystąpiła też w Australii. Przystąpiono do jej szczegółowych badań. Na podstawie analizy morfologii i sekwencji DNA stwierdzono, że wywołują ją jeszcze inne gatunki: Diaporthe gulyae, Diaporthe kongii, Diaporthe kochmanii i Diaporthe stewartii. Dalsze badania wykazały, że chorobę tę wywołuje co najmniej 15 gatunków grzybów z rodzajów Diaporthe i Phomopsis.

## Objawy i szkodliwość
Pierwsze objawy choroby pojawiają się na liściach. Są to brązowe plamy o nieregularnym kształcie. W ich obrębie tkanka ulega chlorozie, potem nekrozie, a w końcu całe porażone liście obumierają. Infekcja rozprzestrzenia się od zainfekowanego liścia w dół ogonków liściowych, które przybierają barwę ciemnobrązową, a następnie do łodygi, gdzie w węźle rozwija się jasnobrązowa nekrotyczna zmiana. Wraz z rozwojem infekcji zmiany chorobowe zwiększają się i mogą opasać łodygę. W miarę trwania infekcji grzyb degraduje tkankę rdzeniową pod naskórkiem, powodując w ten sposób wydrążenie łodygi i skłonność do wylegania. Uszkodzenie łodygi następuje w ciągu około 25 do 30 dni od infekcji.
Rak łodygi słonecznika można łatwo pomylić z innymi chorobami łodygi słonecznika. Na przykład niektóre gatunki Diaporthe mogą powodować ubytki u podstawy słonecznika podobne do zgnilizny twardzikowej powodowanej przez  Sclerotinia sclerotiorum lub zgnilizny czarnej powodowanej przez gatunki Phoma. Zmiany chorobowe w przypadku tej ostatniej choroby są zwykle mniejsze, błyszczące, koloru czarnego, często mają kształt tarczy i nie powodują degradacji rdzenia łodygi. Uszkodzenia spowodowane zgnilizną twardzikową mogą wyglądać jak rak łodygi, jednak zmiany chorobowe spowodowane przez Sclerotinia są koloru brązowego i zawierają czarne sklerocja tworzące się wewnątrz łodygi słonecznika, które czasami wydostają się z łodygi w miarę starzenia się rośliny.

## Cykl rozwojowy
Na zimujących resztkach pożniwnych słoneczników rozwijają się perytecja wytwarzające zarodniki płciowe askospory. Przenoszone przez wiatr askospory dokonują infekcji pierwotnej na liściach słoneczników. Wytwarzane są przez cały sezon wegetacyjny. Infekcja następuje podczas deszczu w kropelkach wody gromadzących się na brzegach liści. Następuje gdy wilgotność względna przekracza 90% przez co najmniej 36 godz. Pierwsze objawy uszkodzenia liści pojawiają się w ciągu 20 do 25 dni od infekcji przy temperaturze od 20 do 25 °C.
Po zakażeniu liści grzybnia kolonizuje przestrzenie międzykomórkowe, żyłki liściowe i nerwy nerwowe, następnie przez ogonki liściowe dokonuje systemicznego porażenia łodyg. Uszkodzenia łodygi są na ogół obserwowane na słoneczniku dopiero w okresie kwitnienia. Gdy łodyga jest skolonizowana, strzępki przemieszczają się przez wiązki przewodzące i rozprzestrzeniają się przez kolenchymę i korę. Kora pokryta zostaje strzępkami grzybów, w których rozpoczyna się tworzenie pyknidiów. Powstają w nich zarodniki bezpłciowe (konidia) dokonujące infekcji wtórnej i rozprzestrzeniające chorobę. Znaczenie w rozprzestrzenianiu się raka łodyg słonecznika ma jednak głównie infekcja pierwotna powodowana przez askospory. Wiatr może je przenosić na duże odległości.
Utrata plonu występuje, gdy zostają zaatakowane tkanki ksylemu i łyka. Powoduje to zatkanie wiązek przewodzących przez strzępki grzybów. Niemożność przewodzenia wody skutkuje więdnięciem i zamieraniem roślin.

## Ochrona
Czynnikami zmniejszającymi natężenie choroby są:
- Zakopanie zainfekowanych resztek pożniwnych poprzez orkę drastycznie zmniejsza poziom inokulum, ale nie eliminuje go całkowicie. Tempo rozpadu resztek pożniwnych zależy od zimowych warunków pogodowych[3].
- Bardzo ważną rolę odgrywa płodozmian. Przerwa rotacyjna trwająca od dwóch do czterech lat z uprawami nie będącymi gospodarzami (np. zboża) zmniejsza inokulum, a tym samym natężenie choroby[3].
- Istotna jest gęstość roślin i nawożenie azotem: Mniejsze zagęszczenie i niższe poziomy azotu zmniejszają częstość występowania i nasilenie raka. Ponadto na poletkach o większym zagęszczeniu (8 roślin/m2 = 80 000 szt./ha) stwierdzono większą liczbę uszkodzeń łodygi słonecznika w porównaniu z poletkami o relatywnie niższym zagęszczeniu (5 szt./m2 = 50 tys./ha). W Stanach Zjednoczonych stosuje się zagęszczenie 50 000/ ha lub mniejsze[3].
- Zaprawianie nasion[3].
- Zwalczanie chwastów. Są one znaczącymi rezerwuarami inokulum patogenuów. Mogą one przetrwać na dziko rosnących słonecznikach (Helianthus annuus),  rzepieniu włoskim (Xanthium italicum), rzepieniu pospolitym (Xanthium strumarium), Xanthium pungens i łopianie (Arctium),  mietelniku żakuli (Kochia scoparia), różnych gatunkach komos (Chenopodium), rdeście Polygonum pensylvanicum i krokoszu błękitnym (Carthamus lanatus). Żywicielami P. helianthii może być także kukurydza (Zea mays) i soja (Glycine max); rośliny te nie powinny być uprawiane na polach po słoneczniku[3].
- Zwalczanie chemiczne. W Europie stosowano fungicydy. Zastosowanie ochronnego fungicydu na etapie inicjacji pąków zmniejsza częstość występowania raka łodygi. Zaleca się opryskiwanie fungicydami na wysokości rośliny od 50 do 70 cm przy użyciu opryskiwaczy konwencjonalnych. Badania w USA wykazały, że same fungicydy nie są wystarczające do zwalczania raka łodygi. Konieczne jest połączenie aplikacji fungicydu z kultywarami słonecznika wykazującymi odporność na tę chorobę. Przy dużym natężeniu choroby obserwowano poprawę przy pojedynczym zastosowaniu do opryskiwania piraklostrobiny na etapie inicjacji pąków na podatnych i tolerancyjnych mieszańcach w porównaniu z nietraktowanymi poletkami kontrolnymi. Jednak po pojawieniu się objawów choroby stosowanie fungicydów może nie być już skuteczne[3].
- Odmiany o większej odporności na P. helianthi. Trwają prace nad ich wyhodowaniem. Zidentyfikowano 30 linii rodzicielskich z Rosji i Europy, które są odporne na D. helianthi[3].